# SŽD-Baureihe ЧС4Т
Die SŽD-Baureihe ЧС4T (deutsche Transkription TschS4T) der Sowjetischen Eisenbahnen (SŽD) ist eine Weiterentwicklung der SŽD-Baureihe ЧС4. Der wesentlichste Unterschied zu der Baureihe ЧС4 ist die Ausführung des Lokkastens aus Metallblech statt mit glasfaserverstärktem Kunststoff. Die Loks wurden 1971–1986 von Škoda in Plzeň gefertigt. Zusätzlich wurden die Maschinen mit einer Widerstandsbremse ausgerüstet. Die Lokomotiven sind für den Umgebungstemperaturbereich von −50 °C bis +40 °C ausgelegt worden. Mit der Stundenleistung von 5100 kW, der Höchstgeschwindigkeit von 160 km/h und der elektrischen Bremse mit einer Dauerleistung von 5000 kW gehörte die Lokomotive in der damaligen Zeit zu den international stark beachteten Entwicklungen.

## Geschichte

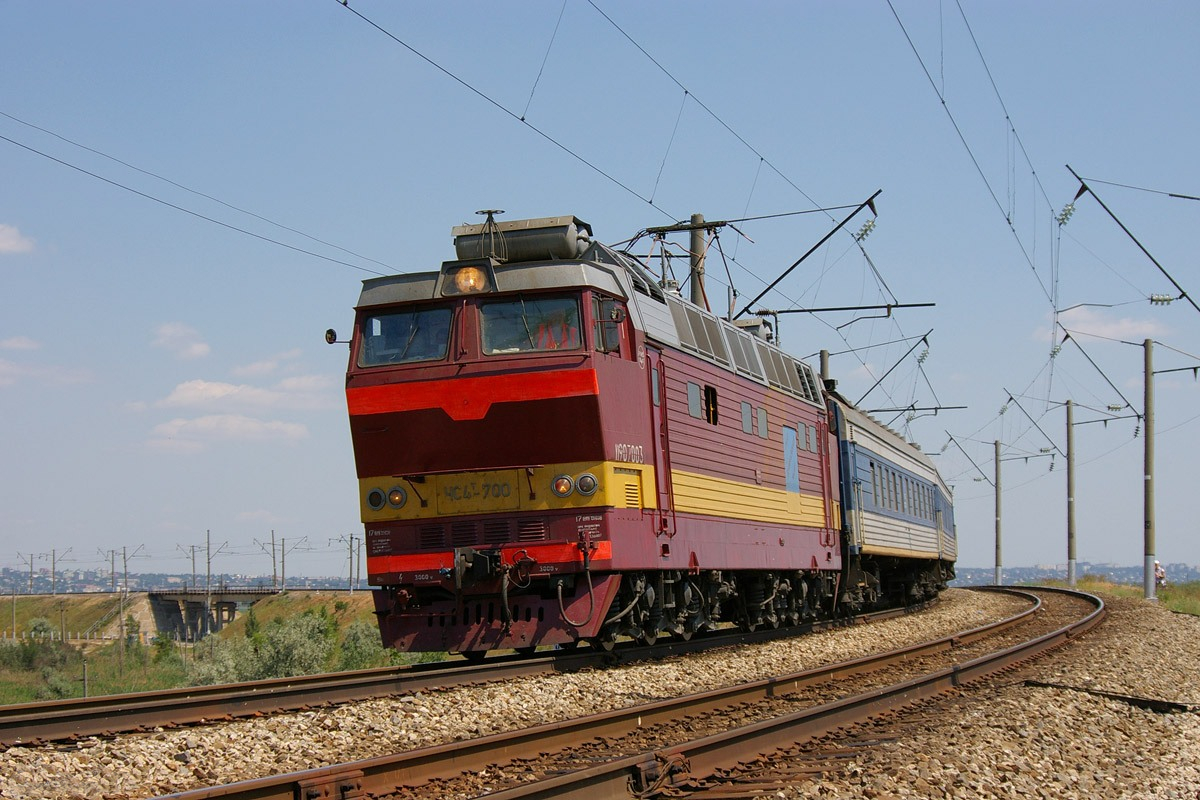
ЧС4^{T}.700

Die Elektrolokomotiven der Reihe ЧС4 hatten sich im Betrieb bewährt. Problematisch war jedoch, dass die Maschinenraumverkleidung aus Kunststoff für elektromagnetische Felder  durchlässig war, was sich unangenehm auf das Personal auswirken konnte. Diese Mängel wurden 1971 beseitigt durch die neue Reihe ЧС4T mit der Werksbezeichnung Škoda 62E. Die erste Lokomotive dieser Serie war die ЧС4T 161. Abgesehen von dem Wechsel des Materials für den Lokkasten wurde eine Luke in den Seitenwänden für die Herausnahme des Motorkompressors eingefügt und die Abstützung des Lokkastens geändert. Außerdem wurden zahlreiche Änderungen an der elektrischen Ausrüstung vorgenommen.

## Technische Beschreibung

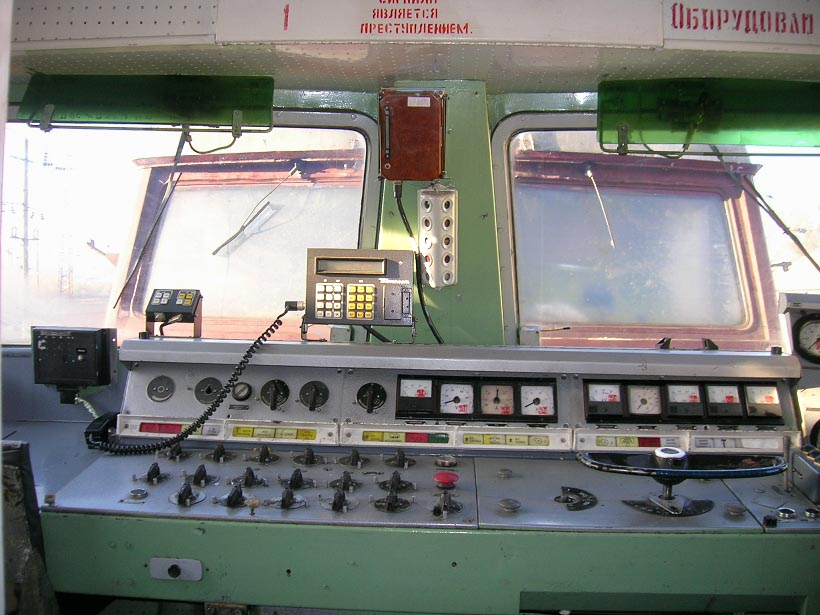
Fahrerpult der ЧС4^{T}

Die Aufbauten der Lokomotive waren nach den damals üblichen internationalen Grundsätzen gestaltet; große Endführerstände mit Panoramascheiben und übersichtlich angeordneten Bedienungs- und Überwachungseinrichtungen; beidseitig je zwei Einstiegstüren, die jeweils zu den Vorräumen des Führerstandes bzw. den Quergängen führten. Die Bauteilanordnung war so angeordnet, dass von dem Führerstand aus im Innenraum jeweils zwei durchgehende Gänge längs der beiden Seitenwände freiblieben.

### Mechanischer Aufbau
Der Kasten der Lokomotive war vollkommen geschweißt. Er bestand aus dem Hauptrahmen, zwei mit dem Rahmen verbundene Seitenwände und den Führerständen. Der Rahmen war mit zwei Längsträgern und mehreren Querträgern zusammengeschweißt und mit Blech abgedeckt.
Das Laufwerk bestand aus zwei dreiachsigen Drehgestellen, die über Drehzapfen mit dem Rahmen verbunden waren. Sie besaßen jeweils zwei in Ölkästen gelagerte Gleitstützen zur Abstützung des Lokkastens und zur Aufnahme der Horizontalkräfte. Die Drehgestelle waren durch eine Kupplung miteinander verbunden.
Zur Primärfederung dienten Schraubenfedern an jedem Achslagergehäuse und entsprechende hydraulische Dämpfer. Für die Sekundärfederung waren an den vier Gleitstützen Doppelschraubenfeder verwendet worden, deren Vorspannung durch Stellschrauben korrigiert werden konnte. Alle sechs Antriebsachsen wurden in den Drehgestellrahmen über das Achslagergehäuse mit vertikalen Zapfen geführt. In Querrichtung begrenzten Silentblocks die Achslagerführung. Die Fahrmotoren waren in dem Drehgestellrahmen auf Konsolen fest montiert, die Drehmomentenübertragung auf die Achsen erfolgte über einen Hohlwellenantrieb von Škoda mit Hilfe von Gelenkkupplungen. Jede Kupplung führte durch den hohlen Läufer des Fahrmotors und war am anderen Ende am Ritzel des einseitig angeordneten Getriebes befestigt. Die zur Belüftung der Fahrmotoren und der beiden Traktionsgleichrichtern benötigte Luft wurde von Axiallüftern für jeweils drei Fahrmotoren eines Drehgestelles angesaugt. Die Luftansaugung erfolgte durch Jalousien im oberen Teil der Seitenwände. Weitere Kühlkreisläufe waren für die Glättungsdrossel und den Feldschwächungswiderstand sowie für das Öl des Transformators und für die Widerstandsbremse in einem eigenen Kühlsystem installiert.

### Elektrische Ausrüstung
Die Lokomotive besaß zwei Stromabnehmer. Von der Fahrleitung gelangte der Strom über den Stromabnehmertrenner und die Dachleitungen zu dem Hauptschalter und danach zu dem Transformator. Der Hauptschalter war gegen Überstrom durch ein Schutzrelaisblock geschützt.
Die Sekundärwicklungen des Transformators speisten die Fahrmotoren, drei Fahrmotoren eines Drehgestelles waren mit einem Gleichrichter in Diodenbauweise verbunden. Die Speisespannung der Gleichrichter wurde über einen Lastschalter in 32 Stufen an der Hochspannungsseite geregelt. Außerdem besaß der Transformator eine Wicklung für die Zugheizanlage mit einer Spannung von 3 kV. Zur Speisung der Hilfsbetriebe besaßen die Sekundärwicklungen eine Abzweigung, um die Erregerwicklung der Fahrmotoren beim elektrischen Bremsen zu speisen. Der Transformator war ölgekühlt. Gegenüber der ЧС4 wurde bei der Kühlung von der Blockkühlung auf einen Behältertransformator umgestellt, was das Ölsystem vereinfachte; dadurch konnte auch die Lüftung für die Kühlung des Öles vereinfacht werden.
Jeder Motorstromkreis bestand aus einer Glättungsdrossel, dem Leistungsschütz, dem Überstromrelais, dem Anker des Fahrmotors, den Hauptpolen des Fahrmotors sowie den Schaltelementen des Fahr- und Bremsschalters und der Fahrtrichtungsumschaltung. Jedem Fahrmotor war ein Bremswiderstand zugeordnet, der von einem motorgetriebenen Lüfter belüftet wurde. Die Lüftungsleistung war analog der Belastung der Widerstände. Die Spannungen der Widerstände waren so gewählt worden, dass der Lüftungsmotor normalerweise ständig von einem Bremswiderstand gespeist wurde. Die Schaltung sicherte beim Schalten auf elektrisches Bremsen, dass zwischen den Bremskräften der einzelnen Radsätze der Unterschied nicht größer als 10 % wurde. Insgesamt erwies sich die elektrische Bremse als wirkungsvoller als bei der SŽD-Baureihe ЧС4 (Prototyp) und der ČSD S 699.001.
Über Leistungsschütze wurde der Übergang auf die Bremsschaltung der Lokomotive hergestellt. Sie waren mit den Steuerkreisen und dem Fahr- und Bremsschalter elektrisch gekoppelt, dadurch konnte erreicht werden, dass der Übergang von der Fahr- auf die Bremsschaltung nicht länger als drei Sekunden dauerte. Beim Umschalten in die Bremskreise wurde der Anschluss der Bremswiderstände an die einzelnen Anker der Fahrmotoren hergestellt, und der von den Hauptpolen aller Motoren gebildete Erregerstromkreis wurde an den Ausgang des gesteuerten Gleichrichters umgeschaltet.
Die Steuerung und auch das Umschalten in die Bremskreise war abhängig von der Stellung des Führerbremsventil der elektropneumatischen- und der Druckluftbremse. Ein Druckübersetzer wandelte den Bremszylinder in elektrische Impulse um. Erst bei Erreichen eines Überdruckes von 0,6 bis 0,7 bar wurde auf Widerstandsbremse umgeschaltet. Vorher wirkte die Druckluftbremse, was ein Reinigen der Laufflächen der Radsätze hervorrief. Sobald der eingestellte Druck für die Widerstandsbremse erreicht war, wurde die Druckluftbremse ausgeschaltet, ein elektropneumatisches Ventil sperrte die Druckluftzufuhr in die Bremszylinder ab. Durch das Bremsventil stellte der Lokführer die Bremskraft der elektrischen Bremse ein, es war über ein Geschwindigkeitsregler sichergestellt, dass die elektrische Bremse erst ab einer Geschwindigkeit von 50 km/h wirkte. Die Lokomotive besaß außerdem eine Schleuderschutz- sowie eine Gleitschutzeinrichtung.
Lt. der Russischen Wikipedia soll bei der Lokomotive zum ersten Mal bei elektrischen Lokomotiven der SŽD die Thyristor-Technik angewendet worden sein.

### Hilfsbetriebe
Die Stromversorgung der Hilfsbetriebe erfolgte mit 220 V =, wobei der Strom am Transformator von der Wicklung der Hilfsgetriebe abgezweigt und gleichgerichtet wurde. Geregelt wurde die Spannung durch asymmetrisch gesteuerte Brücken. Jeder Gleichrichter besaß eigene Steuerkreise, die insbesondere bei starken Fahrdrahtspannungsschwankungen an den Antriebsmotoren und den Hilfsaggregaten eine konstante Spannung von 220 V ±3 % aufrechterhielten.
Weitere Hilfsbetriebe waren die Belüftung der Maschinen- und Aggregate der Fahrstromkreise, die Druckluftversorgungsanlage für die Druckluftbremse, Maschinen- und Aggregate für die Sicherstellung des Ölumlaufes im Transformator und für die Zugbeheizung.

## Einsatz der Lokomotiven

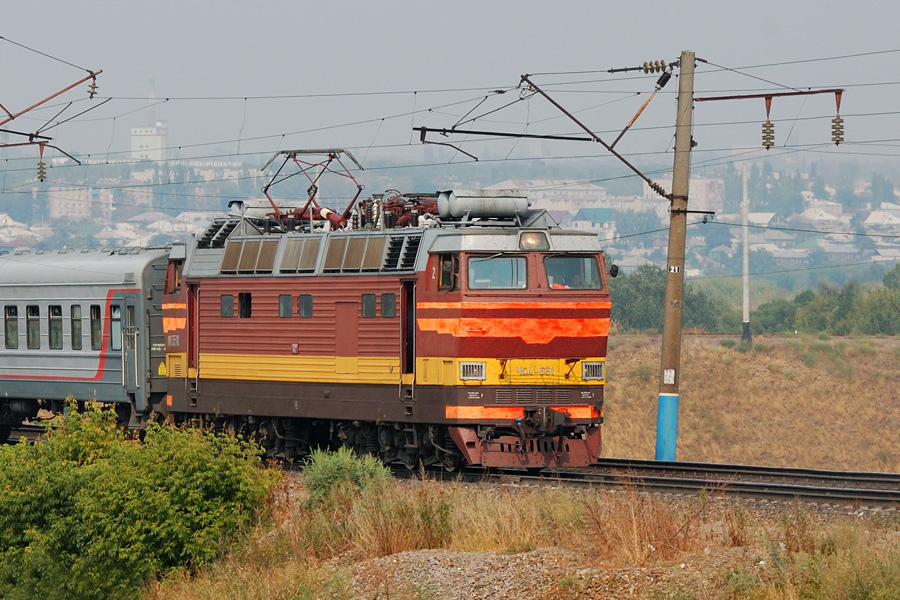
ЧС4^{T}.551- eine Lokomotive der mittleren Nummer

Nach den Prototypen wurden 1973 die ersten Serienlokomotiven mit der Nummer 232 beginnend ausgeliefert.
1986 wurde mit der Nummer 740 die letzte ЧС4T von Škoda ausgeliefert. Insgesamt wurden 510 Lokomotiven ausgeliefert.
Während der Auslieferung änderte sich das äußere Bild der Karosserie; zuerst wurde sie aus ebenen Blechen hergestellt, ab der Nummer 363 erhielten sie Lokkästen mit gesickten Seitenwänden.
Ab der Nummer 608 erhielten die Loklaternen nach Scheinwerfer und Schlussleuchte getrennte runde Laternen, wie es auch bei den Reihen ЧС7 und ЧС8 üblich war.
Auch das Schaltschema der Lokomotiven änderte sich; die Motor-Ventilatoren starteten bei den Lokomotiven der ersten Serien ab der Fahrschalterposition „1“; bei den späteren Lieferungen starteten sie erst bei der Fahrschalterposition „3“.
Der Transformator und der Fahrschalter wurde später umgeändert.
Auch wurde der Luftstrom für die Kühlung der elektrischen Einrichtungen später analog zur Stromaufnahme der Fahrmotoren gesteuert.
2011 war noch eine bedeutende Anzahl von Lokomotiven erhalten und unter anderem in den Depots Rossosch der Jugo-Wostotschnaja schelesnaja doroga sowie Kawkasskaja der Sewero-Kawkasskaja schelesnaja doroga stationiert.
2013 verkehrte die Mehrzahl der E-Loks auf der Gorkowskaja schelesnaja doroga (eingesetzt vom Depot Kirow (Kaluga)) und der Moskowskaja schelesnaja doroga (von den Depots Brjansk und Wjasma). Fünfzehn E-Loks waren zu dem Zeitpunkt bei der Belaruskaja tschyhunka eingesetzt.
Die früheren zehn E-Loks der Serie waren im Bestand des Depots Saratow der Priwolschskaja schelesnaja doroga.
Größere Instandhaltungsmaßnahmen wurden an den E-Loks früher in der Ukraine, in Saporischschja durchgeführt, heute werden sie in Nowosibirsk vollzogen. Ab 2016 werden die Maschinen ausgemustert.